# كيندرا س. جونسون
كيندرا س. جونسون (بالإنجليزية: Kendra C. Johnson)‏ هي ممثلة أمريكية، ولدت في 26 ديسمبر 1976 في هارتفورد في الولايات المتحدة.

## وصلات خارجية
- كيندرا س. جونسون على موقع IMDb (الإنجليزية)
- كيندرا س. جونسون على موقع ألو سيني (الفرنسية)
- كيندرا س. جونسون على موقع أول موفي (الإنجليزية)
- كيندرا س. جونسون على موقع قاعدة بيانات الفيلم (الإنجليزية)
- كيندرا س. جونسون على موقع كينوبويسك (الروسية)